# Wilhelm Stephan
Wilhelm Stephan (* 19. Februar 1906 in Lüneburg; † 25. April 1994 in Bonn) war ein deutscher Dirigent und Musikinspizient der deutschen Bundeswehr. Er spielte eine wesentliche Rolle bei der Aufstellung und Organisation des Militärmusikdienstes sowie der Musikkorps der Bundeswehr und gab die neue Sammlung Deutsche Armeemärsche heraus, die bis zum heutigen Tag im Gebrauch bei der Bundeswehr steht.

## Biografie

### Reichswehr
Wilhelm Stephan wurde am 19. Februar 1906 in Lüneburg geboren. Obwohl er nach seinem Schulabschluss die Ausbildung zum Buchhändler begann, überwog bei ihm seine Neigung zur Militärmusik, was zum Abbruch der Lehre und seiner Meldung als Freiwilliger bei dem II. (Preußischen) Bataillon des 16. Infanterie-Regiments in Hannover führte. Trotz kleiner Statur wurde Stephan in das Bataillon aufgenommen, wo er vom Januar bis Juli 1925 bei der 7. Kompanie seine Grundausbildung absolvierte und daraufhin in das Musikkorps des Bataillons als Posaunist eintrat. Die Leitung des Musikkorps oblag damals Adolf Berdien, bevor er 1927 nach Berlin-Spandau wechselte. Im April 1932 wurde Stephan zum Musikmeisterstudium an die Staatliche akademische Hochschule für Musik Berlin abkommandiert, wo er unter anderem auch die Posaunenklasse des berühmten Posaunisten Paul Weschke besuchte. Im März 1935 schloss Wilhelm Stephan sein Studium mit dem Prädikat sehr gut ab und wurde zum Musikmeister ernannt.

### Wehrmacht
Nach seiner Beförderung übernahm Stephan das Musikkorps des neuen Infanterie-Regiments 59 in Hildesheim. Da das Regiment sich noch im Aufstellungsprozess befand, musste das Orchester sowohl in Hildesheim als auch in Hannover, wo das III. Bataillon stand, konzertieren bzw. bei den Truppenveranstaltungen spielen, was sich aufgrund des Mangels an Verkehrsmitteln für Stephan und seinen Klangkörper als körperlich anstrengend erwies.
Nach dem Beginn des Zweiten Weltkrieges nahm Stephan mit seinem Regiment an dem Überfall auf Polen teil, wo er den Präsentiermarsch General von Oven komponierte, der seinem Regimentskommandeur Generalmajor Karl von Oven gewidmet war. Den Westfeldzug machte Stephan mit seiner Truppe ebenfalls mit. Nach der Kapitulation Frankreichs, als die 19. Infanterie-Division an der Demarkationslinie stand, komponierte Stephan den Marsch Vorwärts!, der eine musikalische Umsetzung der Zurufe des Befehlshabers der Division Generalmajor Otto von Knobelsdorff an seine Soldaten darstellen sollte, was später zur Umbenennung in Parademarsch General von Knobelsdorff führte. Die beiden Märsche waren für das Verzeichnis Deutscher Heeresmärsche von Hermann Schmidt vorgesehen, wurden infolge des Kriegsablaufs allerdings nicht aufgenommen. Nach dem Krieg wurden die Märsche von dem Komponisten in Fahnengruß und Panzergrenadiermarsch entsprechend umbenannt. Am 1. Oktober 1940 wurde Wilhelm Stephan zum Obermusikmeister befördert. Ebenfalls war er, genauso wie sein Regiment, an der Ostfront eingesetzt, wo er Konzerte, die vom Soldatensender Charkow übertragen wurden, veranstaltete. Außerdem fungierte er aufgrund hoher Personalverluste als Ordonnanzoffizier beim Regimentsstab. Stephan kämpfte unter anderem im Gebiet von Rschew, wo auch das Musikkorps der Division Großdeutschland unter seiner Betreuung anstelle des gefallenen Obermusikmeisters Guido Grosch stand.
Am 6. Januar 1943 erfolgte die Versetzung Stephans nach Berlin, wo er zum Lehrer an der Staatlichen akademischen Hochschule für Musik avancierte. Er unterrichtete in den Fächern Dirigieren, Instrumentation, Militärmusikgeschichte und Instrumentenkunde und leitete zahlreiche Konzerte mit den Musikmeisteranwärtern, unter anderem das Abschiedskonzert für den Heeresobermusikinspizienten und seinen ersten Leiter Adolf Berdien. Sein ehemaliger Schüler, später ein Musikkorpsleiter und Oberstleutnant der Bundeswehr Hanz Herzberg entsann sich Stephans mit folgenden Worten: „Als Stephan kam, ging die Sonne auf!“ Dennoch wurden die Lehrgänge im Herbst 1944 nach der Ausbombung des Hochschulgebäudes aufgelöst. Wilhelm Stephan wurde mit der Wirkung vom 1. April 1943 zum Stabsmusikmeister befördert und am 20. November 1944 als Leiter des Musikkorps der 16. Panzer-Division, die damals in Polen kämpfte, eingesetzt. Nach dem Kriegsende geriet Stephan in die sowjetische Kriegsgefangenschaft, die er in den Lagern in Tábor, Brünn und danach im Oranski-Kloster in der Nähe von Gorki verbrachte. Im September 1946 kehrte er zu seiner Familie nach Hildesheim zurück.

### Bundeswehr
In Hildesheim gründete Wilhelm Stephan das Hildesheimer Volksorchester, mit dem er südlich von Hannover stets konzertierte, und war Lehrer für Instrumentenkunde an der Volkshochschule Hildesheim. Zum 1. März 1948 wurde Stephan zum ersten Dirigenten des Niedersächsischen Sinfonie-Orchesters in Hannover und bereits zum 1. Oktober 1948 avancierte er neben Walter Martin zum Dirigenten des Hamburger Rundfunkorchesters. Diese Stellung sorgte für die europaweite Anerkennung Stephans als einem begabten, für neue Werke offenen Dirigenten, was zahlreiche Konzerttourneen und seine Aktivität als Gastdirigent bei den europäischen Sendern in West-Berlin (RIAS), München, Wien, Turin und Hilversum belegen.
Nach der Gründung der Bundeswehr im Jahre 1955 und der Aufstellung der ersten Bundeswehrmusikkorps überlegte sich Stephan immer wieder, ob er die Laufbahn eines Militärmusikers erneut einschlagen soll, obwohl er bereits eine günstige Stellung in Hamburg hatte. Dennoch meldete sich Stephan bei der Bundeswehr, und am 16. Juni 1958 erfolgte seine Bestallung als Musikinspizient der Bundeswehr, aus Haushaltsgründen allerdings zunächst im Range eines Oberstleutnants. Die Aufgaben des Musikinspizienten unterschieden sich von den Musikinspizienten der Teilstreitkräfte vor 1945, denn ein Musikinspizient der Bundeswehr war der höchste Fachdienstvorgesetzte, was die Vereinigung der organisatorischen und fachlichen Spitze in die Hände eines Musikoffiziers brachte und die unmittelbare Verbindung zwischen dem Musikinspizienten und den Musikkorpsleitern herstellte. Zu den Aufgaben des Musikinspizienten gehörten nicht nur jährliche Inspizierungen der Musikkorps auf den militärmusikalischen und truppendienstlichen Gebieten, die Beratung des Bundesministeriums für Verteidigung in allen entsprechenden fachlichen Fragen, sondern auch fachdienstliche Beurteilungen und fachliche Einstellungsprüfungen sämtlicher Musikoffiziere sowie die Aus- und Weiterbildung der Militärmusiker in Form von Lehrgängen oder Tagungen. Allerdings musste Stephan unmittelbar nach seiner Bestallung auch organisatorische Probleme wie die Frage nach dem ministeriellen oder nicht ministeriellen Charakter des Musikwesens der Bundeswehr aufgreifen, die durch die zeitweilige Hinausverlagerung des Musikwesens zum Kommando Territoriale Verteidigung ausgelöst wurde. Mit der Gründung des Bundeswehramtes im Jahre 1960 kehrte die Militärmusik in das Bundesministerium der Verteidigung zurück, wofür die Vorstellungen und Schreiben Stephans an die zuständigen Instanzen nicht die letzte Rolle spielten.
Während seiner Amtszeit trat eine rege Aufbau- und Reorganisationsphase bei den Bundeswehrmusikkorps sowie deren quantitative und qualitative Erhöhung von 19 bis 21 Musikkorps ein, was dem internationalen Ruf der neuen deutschen Militärmusik verhalf. Sein größtes Werk bleibt die von 1960 bis 1962 für die Bundeswehr neu angelegte Marschsammlung Deutsche Armeemärsche, die die von Wilhelm Stephan und seinem Assistenten Oberstleutnant Friedrich Deisenroth 145 ausgewählten Stücke aus der früheren preußischen Armeemarschsammlung sowie des Verzeichnisses Deutscher Heeresmärsche enthält. Den Druck der von Stephan herausgegebenen Stimmbücher übernahm traditionsgemäß der Verlag Bote & Bock. Dieses Verzeichnis bildet bis zum heutigen Tag die musikalische Grundausstattung für die Militärmusik der Bundeswehr. Am 20. Juli 1961 wurde Stephan zum Obersten befördert, was den Streit um die Zweckmäßigkeit dieses Ranges für eine Inspizientenstelle sowie um seine Besoldung zwischen dem Finanzministerium und dem Bundestag einerseits und dem Verteidigungsministerium andererseits auslöste. Dennoch nahm Stephan seine Funktionen im Range eines Obersten z. b. V. bis zum Ruhestand weiter wahr.
Stephan war der erste deutsche gastierende Militärdirigent, der 1963 ein großes Konzert mit der Royal Military School of Music in Kneller Hall in England leitete. 1965 dirigierte er mit großem Erfolg die United States Military Band auf einem Konzert in Washington. Er begründete die NATO-Musikfeste mit, die in Mönchengladbach und Kaiserslautern stattfinden und bis heute in Deutschland durchgeführt werden. Bei Gelegenheit begleitete er auch die Bundeswehrmusikkorps während ihrer Tourneen sowohl im Ausland, wie 1961 das Stabsmusikkorps der Bundeswehr nach Turin, als auch im Inland, wo er die Musikkorps der bundesdeutschen Streitkräfte als Gastdirigent dirigierte und dadurch ihre Popularität bei der Bevölkerung gewann. Bei der Truppe erhielt Stephan den Spitznamen „Oberbeethoven“.
Nicht die letzte Rolle spielte auch sein Engagement im Bereich der Schallplattenproduktion, vor allem die enge Zusammenarbeit Stephans mit dem Schallplattenproduzenten Philips. Diese Kooperation gipfelte in dem von dem Stabsmusikkorps der Bundeswehr aufgenommenen Sammelwerk Deutsche Armeemärsche, das zunächst als 8 EPs produziert und infolge der großen Nachfrage zu 5 LPs erweitert wurde. Neben den handelsmäßig verkauften Exemplaren wurden diese Langspielplatten von der deutschen Bundesregierung auch als eine besondere Kassette an einige Staatsgäste übergeben. Des Weiteren kooperierte Stephan während seiner Zusammenarbeit mit Philips mit einigen ausgewählten Musikeinheiten der Bundeswehr wie dem Heeresmusikkorps 1 in Hannover, dem Luftwaffenmusikkorps 4 und dem Heeresmusikkorps 6, beide in Hamburg. Einige dieser Aufnahmen erschienen später auch im CD-Format.
Zum 31. März 1968 wurde Stephan pensioniert, wofür ein großes Abschiedskonzert veranstaltet wurde. Nach seiner Pensionierung lebte er zurückgezogen in Bonn, leistete aber Hilfe in musikalischen Fragen und beriet die Militärmusiker weiter. Darüber hinaus sorgten die Einnahmen von den verkauften Schallplatten für ein relativ begütertes Dasein im Alter. 
Wilhelm Stephan starb am 25. April 1994 in Bonn.

## Werke

### Werke für Blasorchester
- 1939 Präsentiermarsch General von Oven bzw. Fahnengruß
- 1940 Vorwärts! bzw. Panzergrenadiermarsch
- 1965 Rahmenmelodie für den Harmonisierten Zapfenstreich der Königlich Hannoverschen Leichten Infanterie

### Hörbeispiele
- Panzergrenadiermarsch auf YouTube, aufgenommen vom Musikkorps der Bundeswehr; Leitung: Oberstleutnant Christoph Scheibling.
- Revue-Marsch auf YouTube, aufgenommen vom Stabsmusikkorps der Bundeswehr, Siegburg; Leitung: Musikinspizient der Bundeswehr Oberst Wilhelm Stephan.
- Faschingssuite auf YouTube, aufgenommen vom Hamburger Rundfunkorchester; Leitung: Wilhelm Stephan.